# Vazashen
Vazashen (en arménien Վազաշեն ; jusqu'en 1978 Aghgegh ou Lala) est une communauté rurale du marz de Tavush, en Arménie. Elle compte 830 habitants en 2008.